# South Shore (Long Island)
Pour les articles homonymes, voir South Shore.

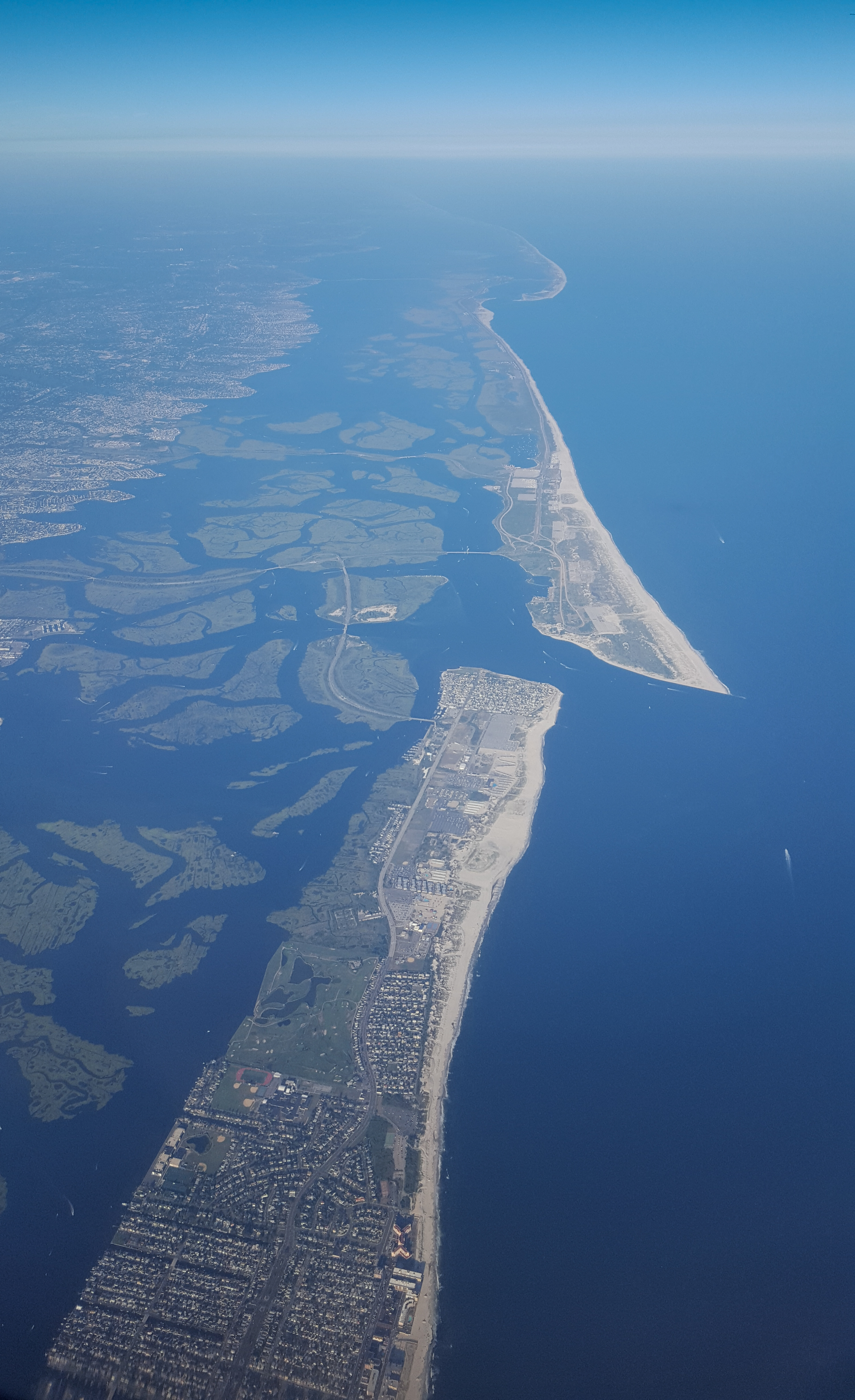
Une partie du littoral sud de Long Island.

Le South Shore est la rive sud de l'île de Long Island, dans l'État de New York. Cette zone est donc située le long du littoral de l'océan Atlantique de cette grande île et donc une partie de l'Outer Barrier.
Bien que certains considèrent que le South Shore comprend des parties du borough du Queens, le terme est généralement utilisé pour désigner le littoral de Long Island dans les comtés de Nassau et de Suffolk.
Il est également utilisé comme nom générique pour toute la moitié sud de Long Island plutôt que simplement la zone immédiatement adjacente au littoral.